# 採石業務管理者
採石業務管理者（さいせきぎょうむかんりしゃ）とは、国家試験の採石業務管理者試験に合格した者のことである。

## 概要
採石業務管理者は採石法に基づき、業者の自主的災害防止能力の確保や、岩石の採取に伴う災害の防止に関する職務を行う。採石業を行う場合には、その事務所に採石業務管理者を置かなければならない。

## 主務官庁
- 経済産業省資源エネルギー庁

## 試験
毎年10月の第２金曜日に全国都道府県で実施される。ただし、受験要領等は各都道府県によって異なる。

### 試験科目
1. 岩石の採取に関する法令事項。
2. 岩石の採取に関する技術的な事項。

## 受験資格
制限なし。